# Stierkopf-Teichrose
Die Stierkopf-Teichrose (Nuphar variegata) ist eine Pflanzenart aus der Familie der Seerosengewächse (Nymphaeaceae).

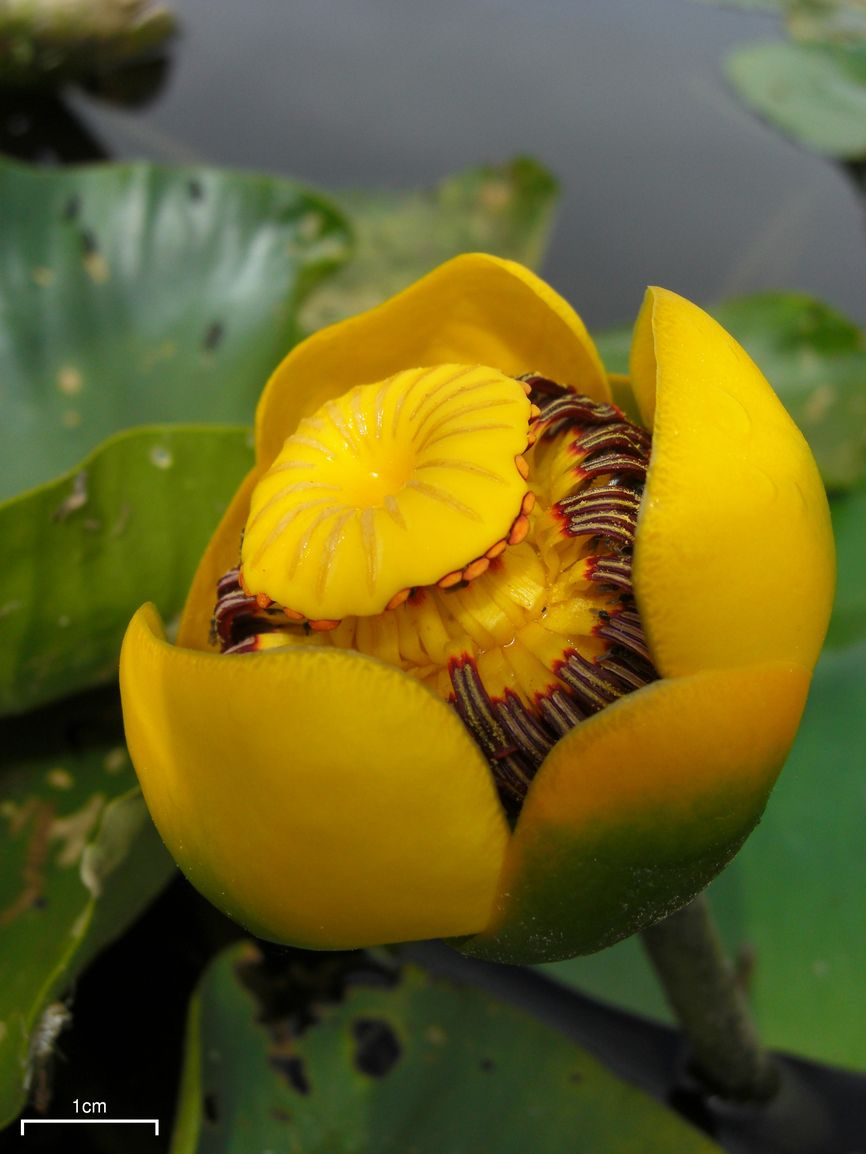
Stierkopf-Teichrose (Nuphar variegata)

## Merkmale

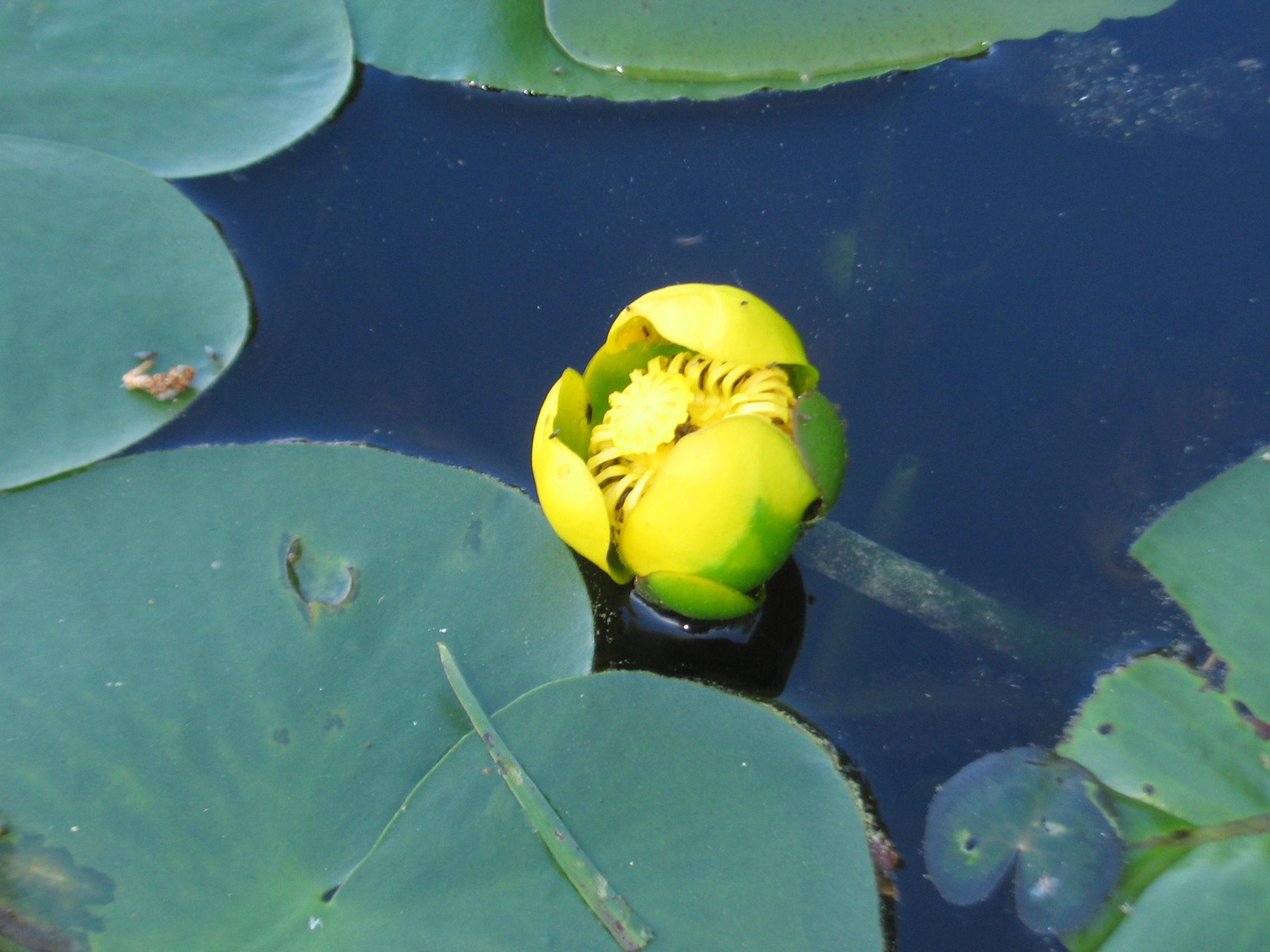
Stierkopf-Teichrose (Nuphar variegata)

Die Stierkopf-Teichrose ist eine ausdauernde krautige Wasserpflanze. Sie ist mit einem Rhizom, das einen Durchmesser von 2,5 bis 7 cm aufweist, in Wassertiefen von 50 bis 80 Zentimeter verankert. Der Blattstiel ist oberseits abgeflacht und am Rand geflügelt. Die Schwimmblattspreite ist breit eiförmig bis länglich, misst 7 bis 35 × 5 bis 25 Zentimeter und ist 1,2 bis 1,6 mal so lang wie breit. 
Die zwittrigen, radiärsymmetrischen Blüten weisen einen Durchmesser von 2,5 bis 5 Zentimeter auf. Es sind meist sechs Kelchblätter vorhanden. Es sind viele spiralig angeordnete Kronblätter vorhanden. Die sieben bis 28 Narbenstrahlen enden am Rand der Narbenscheibe oder bereits 1 (bis 1,5) Millimeter zuvor. Die Blütezeit reicht von Mai bis August.
Die meist purpurn getönten Früchte weisen eine Länge von 2 bis 4,3 cm und einen Durchmesser von 2 bis 3,5 cm auf und sind stark gerippt. Die Samen sind 2,5 bis 5 mm groß.
Die Chromosomenzahl beträgt 2n = 34.

## Vorkommen
Die Stierkopf-Teichrose kommt im gemäßigten bis kühlen Nordamerika in Seen, Teichen, langsam fließenden Gewässern und Gräben in Höhenlagen bis 2000 Meter vor. Sie kommt vor im westlichen, östlichen und nördlichen Kanada, in den nördlichen Vereinigten Staaten, in Delaware und im nordöstlichen Maryland.

## Nutzung
Die Stierkopf-Teichrose wird selten als Zierpflanze in Gartenteichen genutzt.